# Іштихан
Іштихан (узб. Ishtixon, Иштихон) — місто в Самаркандській області Узбекистану, центр Іштиханського району, розташоване за 68 км на північний-захід від Самарканда на державній магістралі М37. Місто розташоване на березі одного з північних рукавів річки Зеравшан, котра у декількох кілометрах від міста утворює Акдар'їнське водосховище.

## Історія
Іштихан — давнє поселення. Він був відомий ще на початку нашої ери, як ремісничо-торговельне містечко області Согд. У 8-му столітті відбулось розповсюдження ісламу, а з Х століття Іштихан був столицею провінцій різноманітних державних утворень. За величиною та значенням у регіоні він поступався лише Самарканду. У 13 столітті внаслідок монгольського вторгнення він був розорений та зруйнований. Згодом він відродився як невеликий кишлак у складі узбецьких ханств.
У 1943 році він отримав статус селища міського типу, а 1984 році — міста.